# Angélique Namaika
Angélique Namaika é uma freira congolesa pertencente à Congregação das Irmãs Agostinas de Dungu e Doruma que recebeu o Prêmio Nansen do Alto Comissariado das Nações Unidas para os Refugiados (ACNUR) em 2013, em razão do seu trabalho em ajudar as mulheres vítimas do grupo Exército de Resistência do Senhor (Lord's Resistance Army ou LRA em inglês), grupo sectário cristão e militar que é acusado de diversas violações de direitos humanos, como  assassinato, sequestro, mutilação, exploração sexual de crianças e forçar crianças a participar de conflitos e que atua no norte da Uganda, em partes do Sudão, da República Centro Africana e da República Democrática do Congo.
Tendo ingressado na Congregação em 1992, só fez seu votos em 2000. Em 2003 foi em missão para Dungu e se tornou co-fundadora da associação Maman Bongissa, que algum tempo depois foi renomeada para Centro para Reintegração e Desenvolvimento (CRAD, em inglês). Através do treinamento e acolhimento desse Centro, Angélique já ajudou mais de 2000 mulheres vítimas de abusos sexuais, agressões físicas e/ou psicológicas. Muitas vezes, essas mulheres e crianças sofrem ostracismo por parte de suas famílias e comunidades.
| “                                                               | As deslocadas pela violência do LRA são muito vulneráveis. Elas são capturadas, levadas à floresta e dadas aos soldados. Ali, apanham, são vítimas de violência sexual. | ” |
| — Angélique Namaika, em uma teleconferência coletiva em Genebra | |   |

O Centro para Reintegração e Desenvolvimento oferece cursos de alfabetização, panificação, pastelaria, costura e culinária, além de apoio psicológico e recuperação da autoestima. Também promove discussões sobre direitos das mulheres
| “                   | Eu vi um grupo de mulheres se juntando, mas elas não tinham ninguém para guiá-las, para treiná-las. Essas mulheres não tiveram a chance de ir à escola, mas elas estavam dispostas a trabalhar e serem úteis à sociedade. Eu comecei a ensinar costura, culinária e a alfabetizá-las | ” |
| — Angélique Namaika | |   |

A freira acredita que o empoderamento dessas mulheres se dá pelo treinamento profissional.
| “                   | Porque se essas mulheres dependerem de doações e não tiverem como ganhar dinheiro, o minuto em que as doações pararem elas se encontrarão na mesma pobreza de antes. | ” |
| — Angélique Namaika | |   |

Além de toda a violência que sofrem, essas mulheres, assim como muitas outras pessoas do país, são obrigadas a se deslocarem para fugir dos conflitos da região. Segundo um relatório do ACNUR, a violência na região forçou 2,5 milhões de pessoas a se deslocarem de suas casas. A própria irmã Angélique foi deslocada em 2009 por conta de ataques do LRA e viveu 4 meses em abrigos superlotados para refugiados.
| “                   | Nós não sabíamos para onde ir. Nós seguimos os outros que estavam fugindo. Nós descansamos um pouco no caminho porque estávamos muito cansadas, as crianças estavam chorando, outros estavam olhando pelos seus filhos. Nós alcançamos um lugar mais de 20 quilômetros de Dungu. Esta experiência me ajudou a me dar às mulheres. Quando você está deslocada você tem que pedir por tudo. Algumas vezes você pede, mas você não recebe ajuda. É a mesma coisa para essas mulheres deslocadas. | ” |
| — Angélique Namaika | |   |

Sobre a premiação de Angélique, António Guterres, então o Alto Secretário das Nações Unidas para Refugiados comentou:
| “                                                                           | A vida destas mulheres foi destruída pela brutal violência do deslocamento. A Irmã Angélique prova que uma única pessoa pode fazer uma enorme diferença na vida das famílias separadas pela guerra. Ela é uma verdadeira heroína humanitária. | ” |
| — António Guterres, então Alto Comissário das Nações Unidas para Refugiados | |   |

Ao ser questionada de como recebeu a notícia da premiação, Angélique declarou:
| “                                                                                        | Foi uma surpresa para mim. E me deixou muito feliz! Estou muito agradecida. Uma vez, chorei porque estava fazendo meu trabalho sozinha. Quando ganhei o prêmio, pensei: ‘Então o mundo sabe sobre esse pequeno trabalho que eu faço?’. Então vi que esse trabalho não é só meu, ele também é de Deus, que me dá coragem para seguir ajudando essas mulheres. Esse prêmio também é delas, e vai ajudar no trabalho que elas estão fazendo. Eu peço a Deus para não ficar orgulhosa, mas seguir agindo de forma simples e ajudando essas mulheres. Agradeço muito às equipes do ACNUR e vejo que não estou sozinha. Se eu conseguir ajudar apenas uma mulher, já será um sucesso. Peço a Deus que me mantenha uma pessoa simples e que possa continuar ajudando essas mulheres. | ” |
| — Angélique Namaika, em entrevista a jornalistas brasileiros em participação com a ACNUR | |   |